# 凉生梾木
凉生梾木（学名：Swida alsophila）为山茱萸科梾木属下的一个种。

## 扩展阅读
- 維基物種上的相關：凉生梾木